# Hermann Kronseder

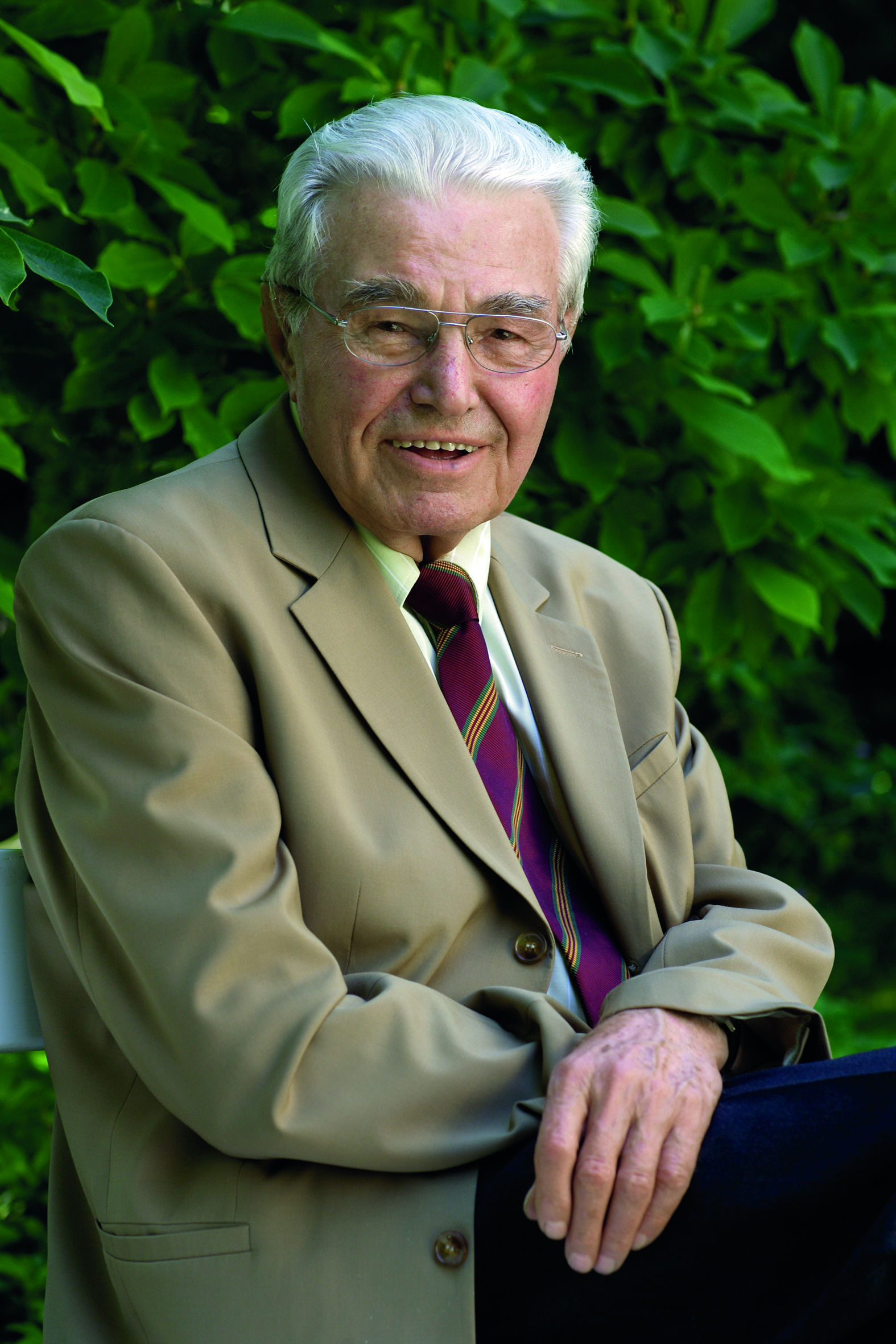
Hermann Kronseder Firmengründer und Unternehmer im Jahr 2004

Hermann Kronseder (* 3. Oktober 1924 in Gailsbach bei Hagelstadt; † 9. Juli 2010 in Wörth an der Donau) war ein deutscher Unternehmer und Gründer des Maschinenbauunternehmens Krones AG mit Sitz in Neutraubling.

## Leben
Kronseder wurde als zweiter Sohn des Schmiedemeisters Ludwig Kronseder und seiner Ehefrau Katharina, geb. Prückl, einer Gast- und Landwirtschaftstochter, geboren. Sein Vater stammte aus der Oberpfalz, wo er 1898 in Nittenau geboren wurde. Vater, Großvater und Urgroßvater waren Dorfschmiede und geachtete Persönlichkeiten in ihrem Wohnort.
Nach der Schule begann Kronseder im Jahr 1938 eine Lehre zum Maschinenschlosser bei den Messerschmittwerken in Regensburg. Nach Kriegsausbruch wurden die Lehrlinge zur Produktion des Jagdflugzeugs Bf 109 eingesetzt, später arbeiteten sie auch in den Messerschmittwerken Obertraubling. Ab Oktober 1942 folgten Kriegseinsatz und Gefangenschaft. Nach dem Krieg absolvierte er die Prüfung zum Maschinenbaumeister und nahm eine weitere Lehre im Elektrohandwerk auf, die er 1948 mit der Prüfung zum Elektromeister abschloss.
1950 heiratete Hermann Kronseder und zog mit seiner Ehefrau ins heutige Neutraubling, wo auch seine vier Söhne zur Welt kamen. Ab 1979 wohnte die Familie in Wörth an der Donau.

## Unternehmerischer Werdegang
Im Juli 1949, mit 24 Jahren, gründete Hermann Kronseder mit zwei Teilhabern eine Firma zur Herstellung von halbautomatischen Etikettiermaschinen und sammelte erste Erfahrungen in der Getränkebranche. 1951 trennte sich Kronseder von seinen bisherigen Partnern.
Seinen „Handwerksbetrieb für Elektromaschinenbau“ startete er 1951. Er entwarf eine eigene, taktweise arbeitende Etikettiermaschine für sechs Flaschen, die von Hand aufgelegt wurden. Die Leistung dieser „ST 1500“ lag bei 1.500 Flaschen pro Stunde. Bei der Markteinführung dieser Maschine im Jahr 1952 wurde erstmals die Marke Krones verwendet. Weitere Modelle mit bis zu 20 Flaschenauflagen folgten. Mit dieser Fortentwicklung setzte Kronseder im Gegensatz zur gesamten Branche Maschinen in Gussausführung ein. 1956 wurde die erste vollautomatische Maschine vorgestellt. Die Krones „Super“ war eine Etikettiermaschine mit einer Leistung von bis zu 4.500 Flaschen pro Stunde. Grund für diese erstmals in der Flaschenetikettierung erreichte hohe Leistung war zunächst die Verarbeitung von stehenden Flaschen, statt wie bisher liegende Flaschen von Hand in die Maschinen einzulegen, sowie der Einsatz eines Schneckengetriebes. Bis Ende der 1960er Jahre konnten insgesamt 3.500 Maschinen dieses Typs verkauft werden. Um noch höhere Leistungen zu realisieren und eine höhere Etikettierpräzision zu erreichen, entwickelte Kronseder in den 1960er Jahren die Doppelkurvensteuerung der Etikettiermaschinen, die eine Etikettierleistung von bis zu 24.000 Flaschen pro Stunde ermöglichte. Bereits seit 1957 hatte Kronseder sein Produktionsspektrum um Kastenstapler erweitert, später folgten Ein- und Auspackmaschinen.
1961 begann die Firma Geschäftsbeziehungen in Japan. 1966 gründete Kronseder die erste ausländische Niederlassung des Unternehmens, die Krones Inc. in Milwaukee, um in den USA einen neuen Absatzmarkt zu erschließen.
Schrittweise ergänzte Kronseder das Produktionsprogramm um weitere Maschinen: 1970 wurden Inspektionsmaschinen für Leerflaschen aufgenommen, 1974 kamen Abfüllmaschinen hinzu. Mit der Idee, die Abfüllmaschine, den Verschließer und die Etikettiermaschine in einer Blockbauweise zu verbinden, revolutionierte Kronseder ab 1975 die Abläufe in der Abfüllhalle. Ergebnis waren höhere Leistungen, die in den 1980er Jahren dann bei ca. 50.000 Flaschen pro Stunde lagen. Das Prinzip der Blockbauweise ist bis heute Praxis in allen Abfüllbetrieben.
Maßgeblich für den Unternehmenserfolg der „Hermann Kronseder GmbH & Co. KG“, wie das Unternehmen bis zum Jahr 1980 geführt wurde, war die hohe Detailkenntnis und Detailgenauigkeit, mit der Hermann Kronseder seine Maschinen entwickelte. 630 Patente bezeugen seine Innovationskraft. Nach der Umwandlung in die Krones AG im Jahr 1980 bei einem Umsatz von 100 Millionen DM ging das Unternehmen 1984 an die Börse. Die seinerzeit ausgegebenen Vorzugsaktien hatten einen Nennwert von 50 bzw. 100 DM.
1996 wurde Kronseders ältester Sohn Volker zum Vorstandsvorsitzenden der Aktiengesellschaft berufen. Hermann Kronseder übernahm den Aufsichtsratsvorsitz, den er allerdings 1997 aus gesundheitlichen Gründen wieder abgab. Kontinuierliche Anteilnahme an der Unternehmens- und Branchenentwicklung prägten sein Leben auch weiterhin.

## Ehrungen
- 1980 Bayerische Staatsmedaille für besondere Verdienste um die bayerische Wirtschaft
- 1984 Bundesverdienstkreuz 1. Klasse
- 1990 Diesel-Medaille in Gold vom Deutschen Institut für Erfindungswesen[5]
- 1991 Bayerischer Bierorden
- 1992 Bayerischer Verdienstorden
- 1993 Ehrendoktorwürde der TU München, Fakultät für Brauwesen, Lebensmitteltechnologie und Milchwissenschaft in Weihenstephan (Dr.-Ing. Eh.).[6][7]
- 1993 Ehrenbürger der Stadt Nittenau, seit 1972 Sitz eines Krones-Zweigwerkes
- 2002 Verdienstmedaille des Landkreises Schwandorf
- 2004 Ehrenbürger der Stadt Neutraubling